# Laothoe philerema
Laothoe philerema är en fjärilsart som beskrevs av Alexander Michailovitsch Djakonov 1923. Laothoe philerema ingår i släktet Laothoe och familjen svärmare. Inga underarter finns listade i Catalogue of Life.

## Bildgalleri

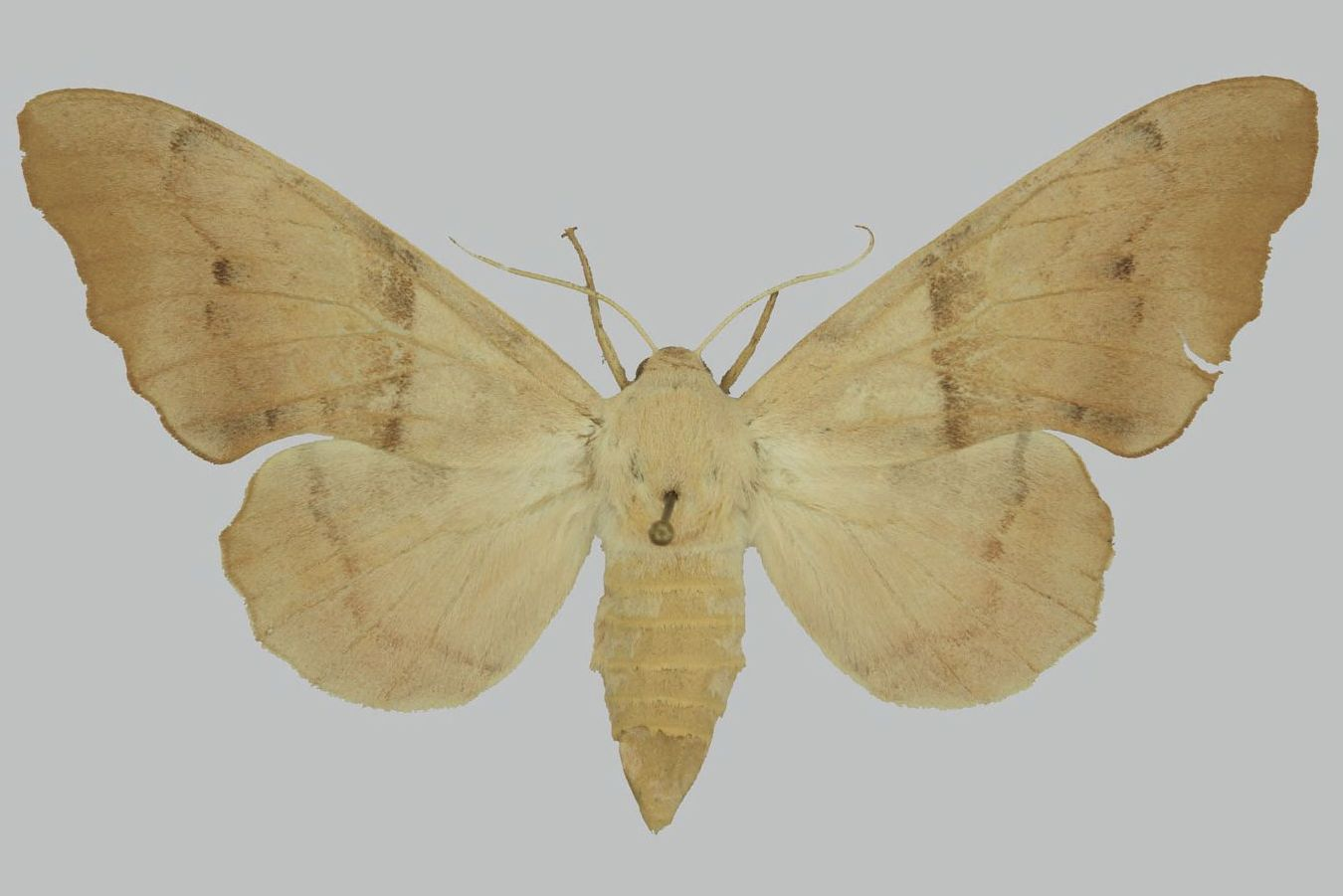